# Jacques Rouxel
Jacques Rouxel (26 de febrero de 1931 – 25 de abril de 2004), nacido en Cherburgo, Francia, fue animador de cine.
Rouxel es quizás mejor conocido por su inicialmente controvertida serie animada de televisión francesa Les Shadoks, que apareció por primera vez en 1968.
Rouxel se graduó en el Liceo francés de Nueva York en 1946 y obtuvo un título en negocios en la HEC Paris.
Trabajó en el prototipo de una máquina especial, el "Animographe", especialmente diseñada para acelerar la producción de series de televisión animadas.